# Władysław Górski (skrzypek)
Władysław Górski (ur. 7 czerwca 1846 w Warszawie, zm. 7 lutego 1915 w Lozannie) – polski skrzypek, kompozytor i pedagog muzyczny.

## Życiorys
Kształcił się w zakresie gry na skrzypcach u Karola Studzińskiego i Kazimierza Baranowskiego, następnie studiował w Warszawskim Instytucie Muzycznym u Apolinarego Kątskiego i Stanisława Moniuszki. Edukację kontynuował w Berlinie u Friedricha Kiela. Od 1871 roku był solistą Teatru Wielkiego w Warszawie. Po śmierci Kątskiego w 1879 roku objął klasę skrzypiec w Warszawskim Instytucie Muzycznym, którą prowadził do 1885 roku. Publikował artykuły w „Echu Muzycznym, Teatralnym i Artystycznym”, „Niwie”, „Tygodniku Illustrowanym” i „Słowie”. W 1885 roku wyjechał do Lizbony, skąd niedługo potem przeniósł się do Paryża, gdzie przez kilka lat grał w orkiestrze Lamoureux i uczył gry na skrzypcach. Pod koniec życia osiadł w Szwajcarii, początkowo w Montreux, potem w Lozannie. Występował gościnnie w Niemczech, Holandii i Wielkiej Brytanii.
W swoim czasie cieszył się dużą popularnością jako wirtuoz. Wykonywał nieznane wówczas szerzej w Polsce utwory kompozytorów okresu baroku i klasycyzmu, m.in. J.S. Bacha, Corellego i Locatellego. Występował wspólnie z Nellie Melbą. Przez wiele lat przyjaźnił się z Ignacym Janem Paderewskim, z którym wielokrotnie koncertował. Opiniował utwory Paderewskiego, a także nanosił do nich poprawki. Był żonaty z Heleną z d. Rosen, która w 1898 roku uzyskała unieważnienie małżeństwa z Górskim i rok później poślubiła Paderewskiego.
Spuścizna kompozytorska Górskiego jest niewielka. Skomponował m.in. Suitę op. 1 na skrzypce i fortepian, Berceuse et intermezzo capriccioso op. 3 na skrzypce i fortepian, Dwa mazurki op. 2 na skrzypce i fortepian, Preludium i fugę na skrzypce solo, Pieśni bez słów, Zingarellę na skrzypce i fortepian, Wariacje na temat Paganiniego. Pisał też kadencje do koncertów Beethovena i Mendelssohna oraz Sonaty „Z trylem diabelskim” Tartiniego. Opublikował podręcznik Praktyczna szkoła na skrzypce. Zebrana z rozmaitych najcelniejszych autorów (3 części + cz. 4 w oprac. Stanisława Barcewicza).